# Maumbury Rings

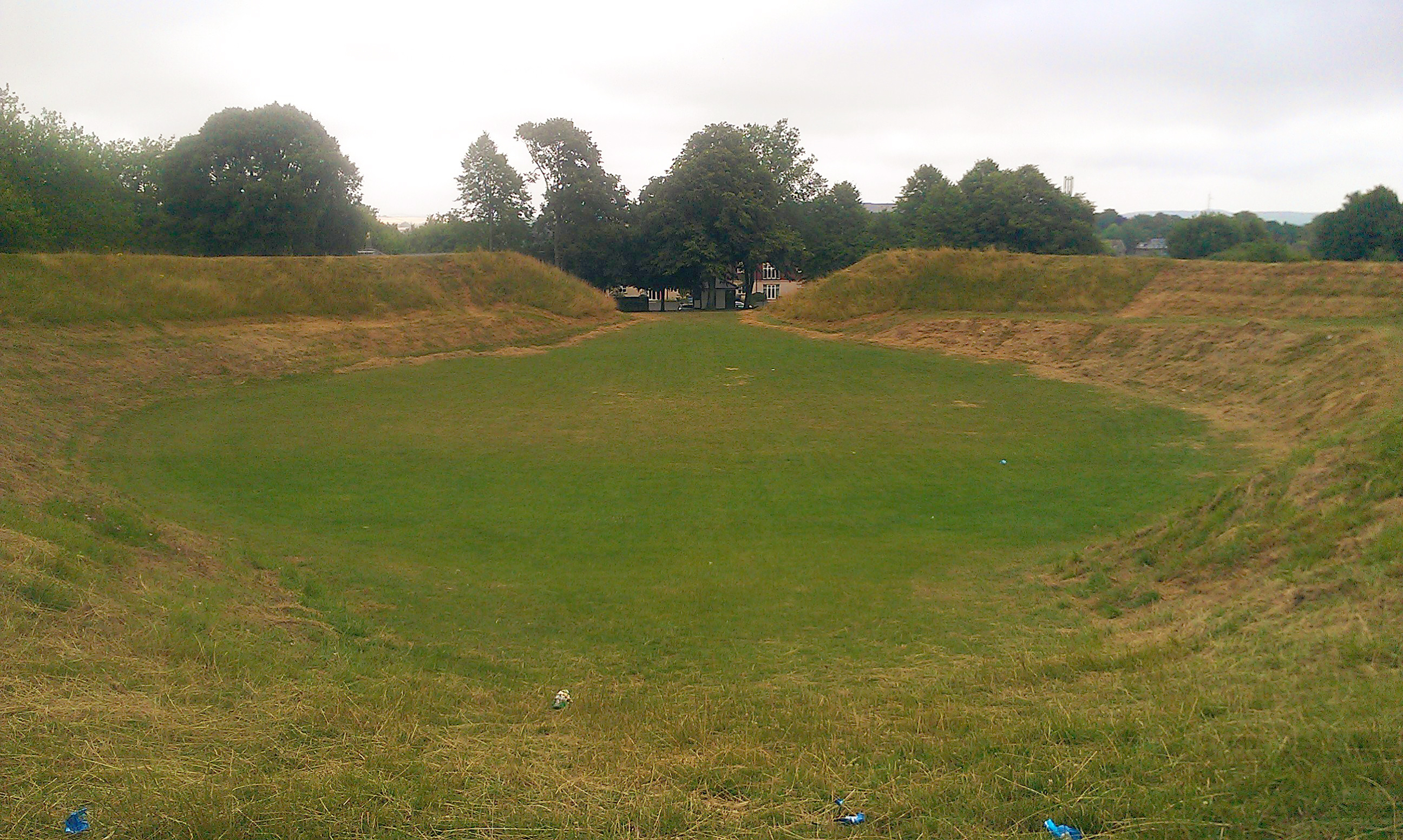
Maumbury Rings

Maumbury Rings ist ein neolithisches Hengemonument in Dorchester (Großbritannien) an der Straße nach Weymouth.

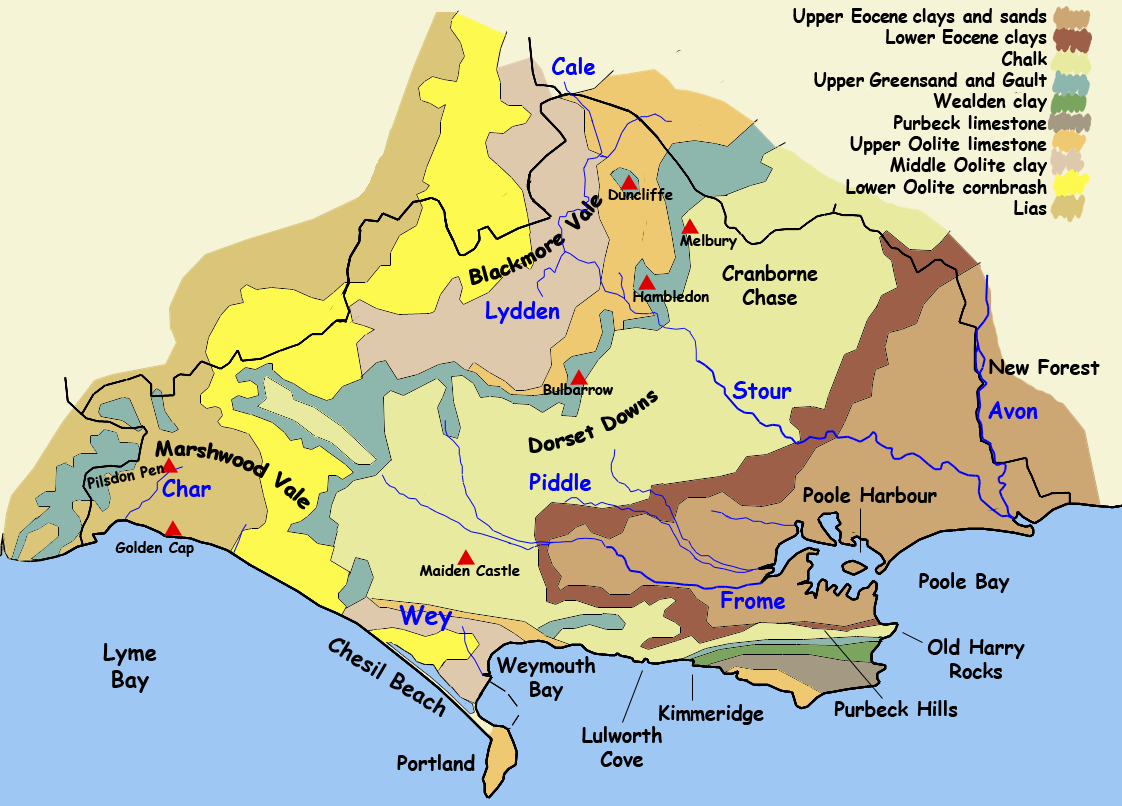
Lage

## Historie
Die Anlage wird bereits von Antiquaren des 17. Jahrhunderts erwähnt. Im späten 19. Jahrhundert war sie durch den Bau der London and Southwestern Railway bedroht, konnte aber nach einer Öffentlichkeitskampagne gerettet werden. 1908–1913 fanden unter Leitung von Harold St. George Gray, dem Kurator des Museums in Taunton und Schüler von Augustus Pitt Rivers, Ausgrabungen statt, die durch Spenden finanziert wurden. Die Funde wurden dreidimensional registriert, aber keine Schichtzugehörigkeit festgehalten. Vorberichte erschienen zwischen 1908 und 1914. Im Jahre 1976 publizierte Richard Bradley die Ergebnisse. Vor der Ausgrabung hatte man Maumbury teilweise als Sonnentempel interpretiert.
In römischer Zeit diente die Anlage als etwa 10.000 Zuschauer fassendes Amphitheater des nahe gelegenen Durnovaria. Bei der Anlage der Sitzreihen wurden im Innern der Anlage ca. drei Meter Erde abgetragen und damit die gesamte neolithische Innenbebauung sowie die Toranlage zerstört. Das Theater wurde zwischen 70 und 150 n. Chr. erbaut, vermutlich gegen Ende des ersten nachchristlichen Jahrhunderts. Es könnte sich auch um einen militärischen Kasernen- und Übungskomplex für die Zweite Legion gehandelt haben, vergleichbare Anlagen finden sich in Richmond und Chester. Nach Auflassung der Anlage wurden hier drei Menschen bestattet. Im dritten nachchristlichen Jahrhundert wurde die Anlage erneut genutzt, wie Scherben von New Forest-Ware und Münzen von Carausius und Konstantin I. belegen. In den oberen Füllschichten der römischen Pfostenlöcher fanden sich Münzen von Tetricus I., Tetricus II. und Konstantin II.

## Neuzeit
In der Neuzeit diente das Erdwerk als Richtplatz. So wurden hier 1685 nach der gescheiterten Rebellion von James Scott, 1. Herzog von Monmouth, dem illegitimen Sohn Karls II. nach der Schlacht von Sedgemoor 80 Aufständische hingerichtet (sogenannte „Bloody Assizes“ unter Richter George Jeffreys). 1708 wurde die neunzehnjährige Mary Channing, die angeblich ihren Ehemann, einen Kaufmann aus Dorchester, umgebracht hatte, vor 10.000 Zuschauern getötet. Der Vorfall wird von Thomas Hardy in seinem Gedicht 'The Mock Wife' verewigt und auch in seinen Notizbüchern beschrieben. Mehrere Szenen aus Hardys „The Mayor of Casterbridge“ spielen hier. Drei Bestattungen in der Anlage, eine davon ohne Kopf, mögen mit der Richtstatt in Verbindung stehen.
Im Englischen Bürgerkrieg wurde auf Befehl des Parlaments vom 19. Juli 1642 in der Anlage, trotz des Widerstands des royalistischen High Sheriffs von Dorset, eine Befestigung errichtet. Die von Gray ergrabenen Rampen dienten wohl dazu, Geschütze in Stellung zu bringen. Das Fort wurde 1643 fertiggestellt, jedoch bereits im August des Jahres von Lord Caernarvon ohne Widerstand eingenommen. In einem Bericht von 1649 wird das „Fort“ in Maumbury erwähnt.

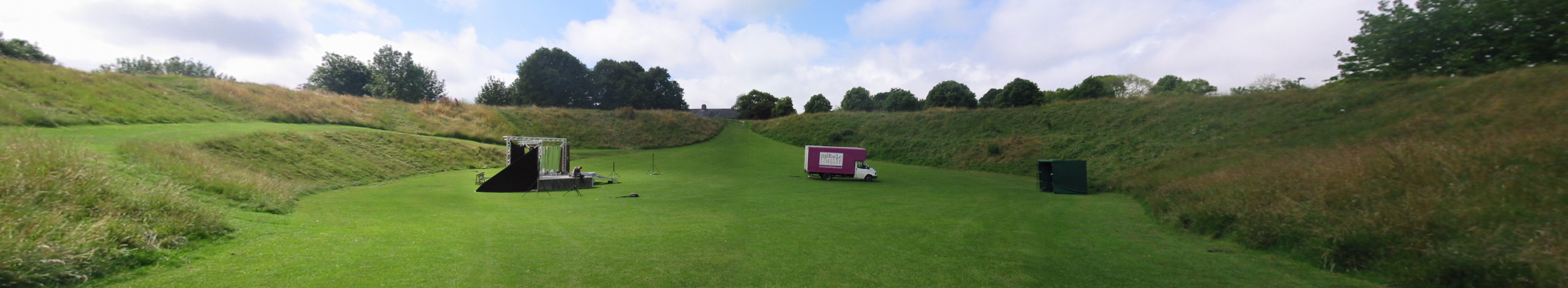
Maumbury Rings (Blick vom nördlichen Ende)